# Rue Léon-Gambetta (Mont-de-Marsan)
Pour les articles homonymes, voir Rue Gambetta.
La rue Léon-Gambetta est une voie de circulation de la commune de Mont-de-Marsan, dans le département français des Landes.

## Présentation
Principale artère du centre-ville, elle est le seul nom de rue connu de tous les habitants qui l'appellent communément rue Gambetta. Équipée de larges trottoirs et concentrant un nombre important de commerces, elle est également chaque année un des hauts lieux des fêtes de la Madeleine.

### Situation
Ouverte à la circulation automobile uniquement dans le sens sud-nord, elle relie l'avenue Sadi-Carnot (venant de la place Jean-Jaurès) au pont Gisèle-Halimi (franchissant le Midou). Du côté est, elle rencontre la rue Montluc et la rue Bergeron qui la relient à la place Saint-Roch, la Petite Rue Saint-Roch, la rue Augustin-Lesbazeilles au carrefour des Quatre-Cantons, la place du Général-Leclerc (en logeant l'hôtel de ville de Mont-de-Marsan), l'avenue Aristide-Briand et l'impasse Cornulier. Du côté ouest, elle croise à nouveau la rue Montluc et la rue des Cordeliers qui la relient à la place Joseph-Pancaut, la rue Saint-François, la rue Frédéric-Bastiat au carrefour des Quatre-Cantons, la rue des Arceaux, la rue de la Gourotte et la cale de l'Abreuvoir.

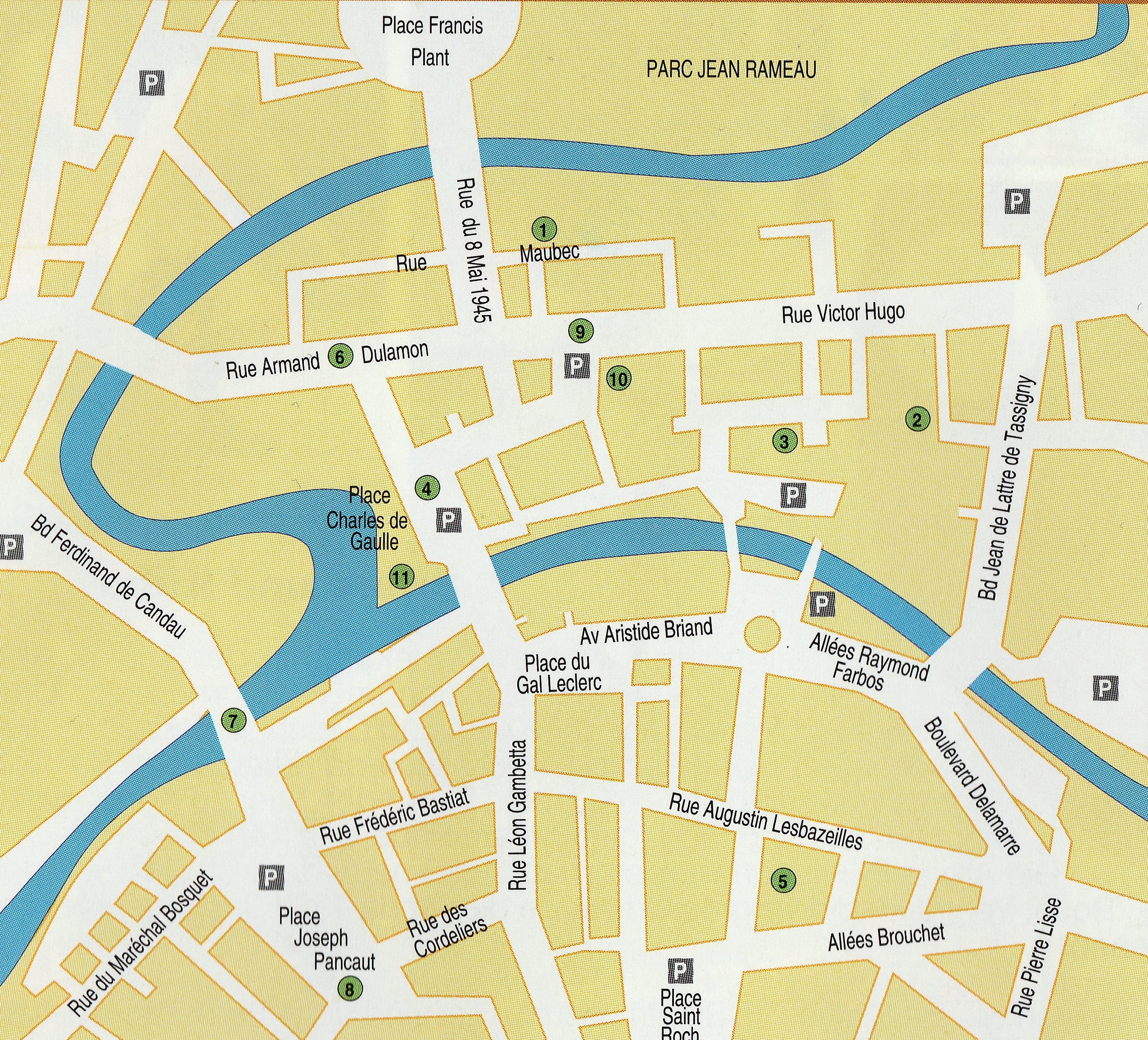
Situation de la place du Général-Leclerc

### Nom
La rue est ainsi dénommée par décision du conseil municipal du 6 février 1884 en hommage à Léon Gambetta, une des personnalités politiques les plus importantes des premières années de la Troisième République.
Avant cette date, de 1806 à 1884, chacune des deux tronçons de la rue situés de part et d'autre du carrefour des Quatre-Cantons reçoit un nom différent : la section nord porte ainsi le nom de rue du Bourg, tandis que la section sud est dénommée rue de Saint-Sever, .
Avant 1806, ces deux sections portent successivement les noms suivants :
- au nord : rue du Bourg, rue du Département (Révolution française), puis rue du Collège (le collège des Barnabites étant situé le long de la rue) ;
- au sud : rue Porte de Saint-Sever, rue de la Constitution (période révolutionnaire), rue de Saint-Sever[1].

### Histoire
Moyen Âge
L'actuelle rue Léon-Gambetta est l'artère principale du petit faubourg appelé Bourg de la Grande Fontaine, qui se développe dès la deuxième moitié du XIIe siècle sur la rive gauche du Midou, au sud du cœur historique de la ville (appelé le Bourg Vieux, centré sur le château vicomtal). La fontaine qui donne son nom au faubourg existe toujours sur l'actuelle place du Général-Leclerc, face à l'hôtel de ville. Elle fournit une partie de la ville en eau potable pendant 800 ans, jusqu'au début du XXIe siècle, date de l'arrêt son exploitation en raison d'un niveau de pollution aux nitrates trop élevé. Sa présence explique le développement du petit faubourg le long de cet axe qui monte en direction du sud et s'arrête initialement aux Quatre-Cantons (nom du carrefour entre les rues Léon-Gambetta, Frédéric-Bastiat et Augustin-Lesbazeilles). Au-delà se poursuit la route qui mène à Saint-Sever.
Le Bourg de la Grande Fontaine est protégé à partir du XIIIe siècle par les remparts de Mont-de-Marsan. L'actuelle rue Léon-Gambetta débouche alors sur la porte de Saint-Sever, permettant aux marchandises et aux personnes d'entrer ou de sortir de la cité. Cette porte se situe initialement à hauteur du carrefour des Quatre-Cantons. En raison de l'agrandissement du faubourg, la muraille est reconstruite au siècle suivant plus au sud et la porte de Saint-Sever est déplacée entre les actuelles Petite rue Saint-Roch et rue André-Bergeron. Le couvent des Cordeliers est fondé entre 1260 et 1270 le long de l'actuelle rue Léon-Gambetta, à l'extérieur des remparts comme tout ordre mendiant. Toutefois, du fait de cette extension, il se retrouve intégré à l'intérieur des murailles de la ville.
XVIIIe siècle
Le couvent des Cordeliers est déclaré bien national au moment de la révolution française. Il est vendu en vingt-cinq de lots en 1797. Dans son enclos sont percées les actuelles rues Saint-François, débouchant sur l'actuelle rue Léon-Gambetta, et Thérèse-Clavé en 1799.
XIXe siècle
En 1811, le tronçon de l'actuelle rue Léon-Gambetta situé au nord du carrefour des Quatre-Cantons est sur le parcours de la route impériale no 11 entre  Bordeaux et Bayonne. En 1824, lors de la renumérotation des routes, ce tracé reçoit le nom de route nationale 10. À Mont-de-Marsan, la route arrivant de Roquefort passe par l'actuelle rue Victor-Hugo, la place Abbé-Bordes, la rue Robert-Wlérick, la place Charles-de-Gaulle, avant de traverser le pont Gisèle-Halimi, d'emprunter cette section de la rue Léon-Gambetta, de passer par la rue Frédéric-Bastiat, le nord de l'actuelle place Joseph-Pancaut, l'actuelle rue Maréchal-Bosquet et de quitter la ville par le quartier de Rigole sur la rive gauche de la Midouze en direction de Tartas, Dax et Bayonne.
La section située au sud du même carrefour des Quatre-Cantons était quant à elle constitutive de la route nationale 133.
XXe siècle
Le carrefour des Quatre-Cantons, à la croisée des principaux axes de communication du quartier commerçant de la ville, est choisi au début du XXe siècle pour l'implantation du grand magasin des Nouvelles Galeries de Mont-de-Marsan. La rue est ornée d'un arc de triomphe portant l'inscription « Vive la République » réalisé par le peintre Jean Henri Tayan et l'ébéniste M. Carrère pour la venue du président de la République Raymond Poincaré le 6 octobre 1913 à l'occasion des fêtes présidentielles.
Au n°25 se situe la charcuterie de Jean Larrieu, maire de Mont-de-Marsan de 1932 à 1944. En 1932 ouvre au n°53 le « Modern' Cinéma », créé par M. Joyeux.

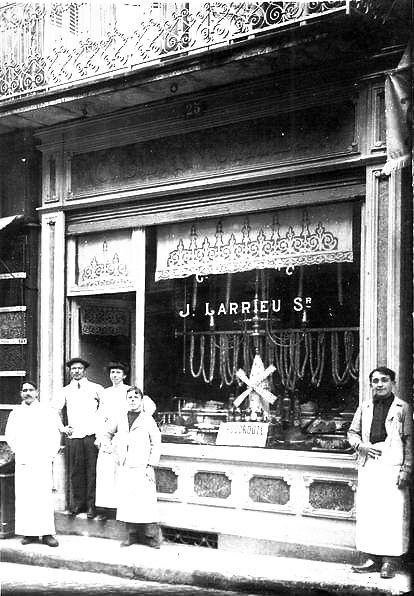
Jean Larrieu et sa famille posant devant sa charcuterie située 25 rue Léon-Gambetta.
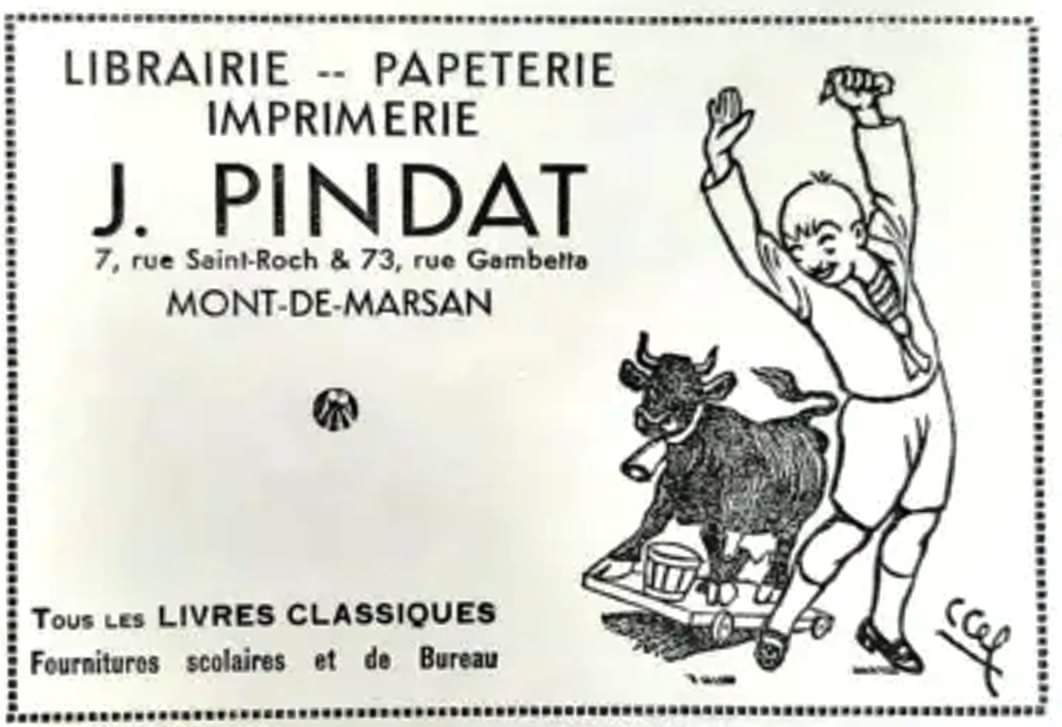
Buvard publicitaire offert aux écoliers par la librairie J. Pindat, 73 rue Léon-Gambetta à Mont-de-Marsan, illustré par Cel le Gaucher

Pendant la Seconde Guerre mondiale, la ville est occupée à partir du 27 juin 1940. En 1942 ouvre au n°30 le Cercle d'études allemand qui, selon la propagande, « doit permettre aux Français d'étudier et de comprendre l'Allemagne à travers ses arts, sa littérature, sa philosophie ». Cette même année, la Légion des volontaires français contre le bolchevisme, combattant sous l'uniforme allemand, s'installe dans un local annexe du Cercle des officiers, au n°15 (à l'angle avec la place Pascal-Duprat). Le matin du 11 janvier 1944, trois réfugiées sont arrêtées chez elles au 64 bis par deux officiers allemands et un feldgendarme, qui les conduisent à la « feldgendarmerie » (Hôtel de France, place St-Roch). Elles sont brièvement incarcérées à la maison d'arrêt de Mont-de-Marsan puis transférées à Bordeaux et au camp de Drancy le 12 janvier, avant d'être déportées le 3 février 1944 au camp d'Auschwitz par le convoi n° 67. Elle font partie des neuf victimes de la rafle du 11 janvier 1944 dans les Landes visant les personnes juives. Le matin du 21 août 1944, jour de la libération de Mont-de-Marsan, les Forces françaises de l'intérieur défilent dans la rue Léon-Gambetta.
Après-guerre, le « Modern' Cinéma » est repris par Jacques Lacaze puis est modernisé en 1953. Le réaménagement des lieux est autorisé en 1981 : le cinéma est transformé en bureaux et les commerces sont desservis par un passage couvert long de 35 mètres. L'ensemble prend le nom de « Galerie 53 » et perdure jusqu'en 2009, date de sa fermeture et transformation en nouveaux commerces. Il ne subsiste de l'ancien cinéma que les armoiries de la ville, constituant un des très rares exemples du blason de Mont-de-Marsan ornant la façade d'un édifice privé.
En 1961, une voie privée de 45 mètres accueillant une galerie commerciale relie le n°75 rue Léon-Gambetta au n° 13-15 place Saint-Roch. Elle prend le nom de passage Gambetta. Il ferme en 2010, remplacé l'année suivante par une supérette.

## Bâtiments remarquables et lieux de mémoire
- no 4 : banque LCL

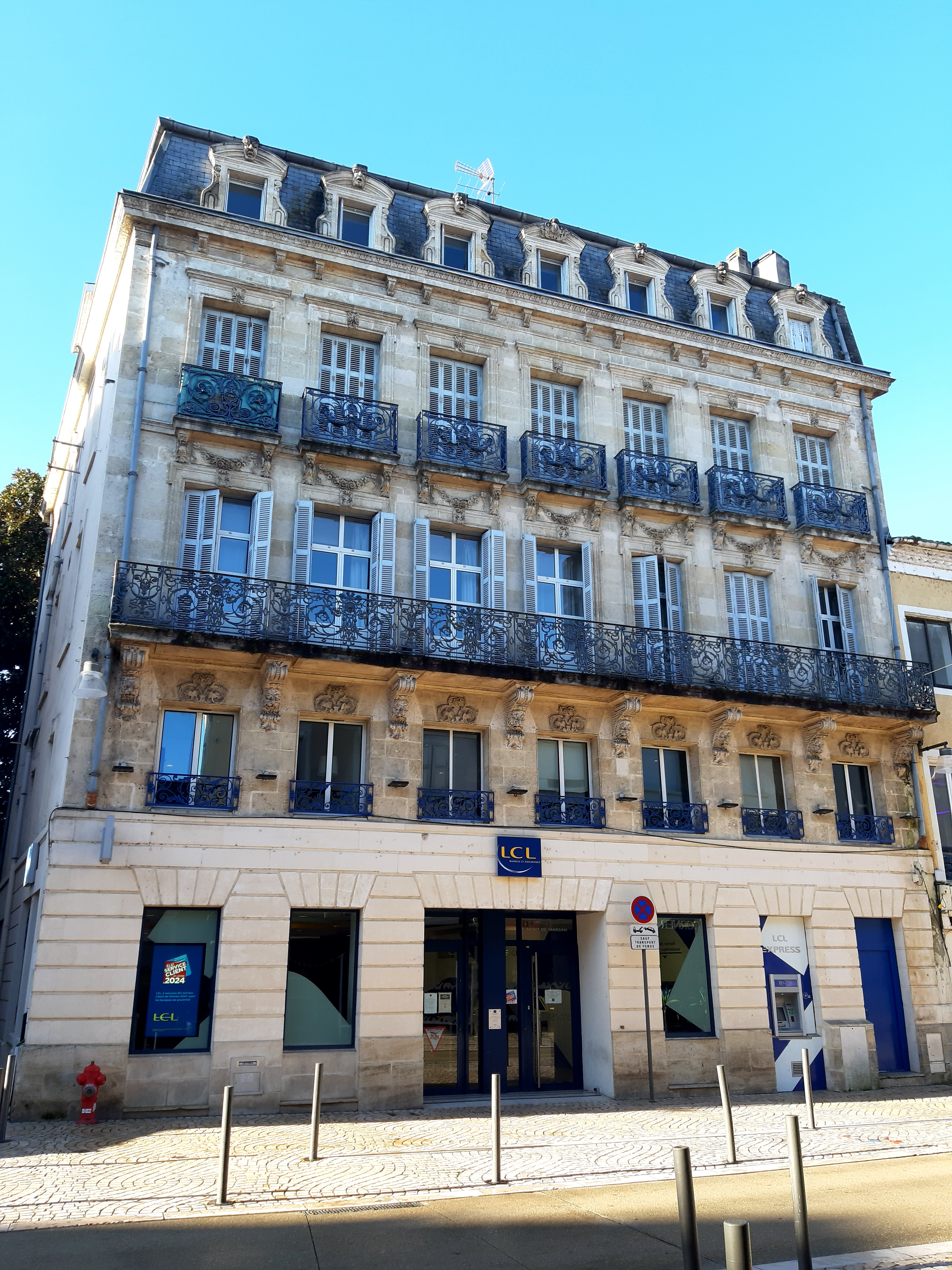
N°4, façade de l'immeuble de la banque LCL

- no 20, 23, 25, 49 et 73 : immeubles dont certains entièrement en pierre de taille et aux façades agrémentées de sculptures, mascarons, monogrammes avec bien souvent des balcons ornés de ferronneries datant du XIXe siècle (certaines indicatifs ont disparu lors des aménagements successifs des boutiques en rez-de-chaussée). Certains sont inhabités depuis que les commerces en rez-de-chaussée en ont condamné l'accès ;

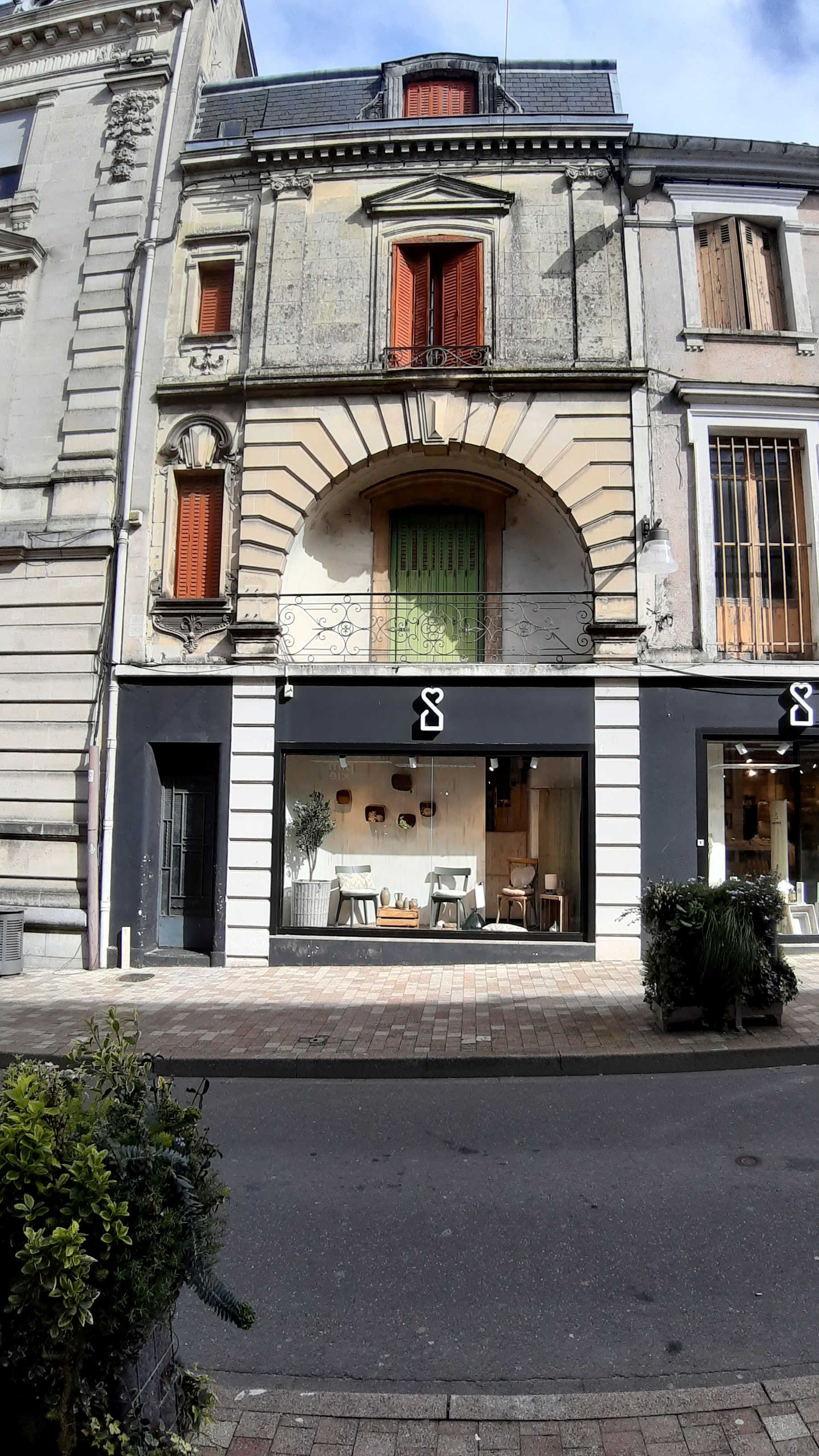
N°23 rue Léon-Gambetta
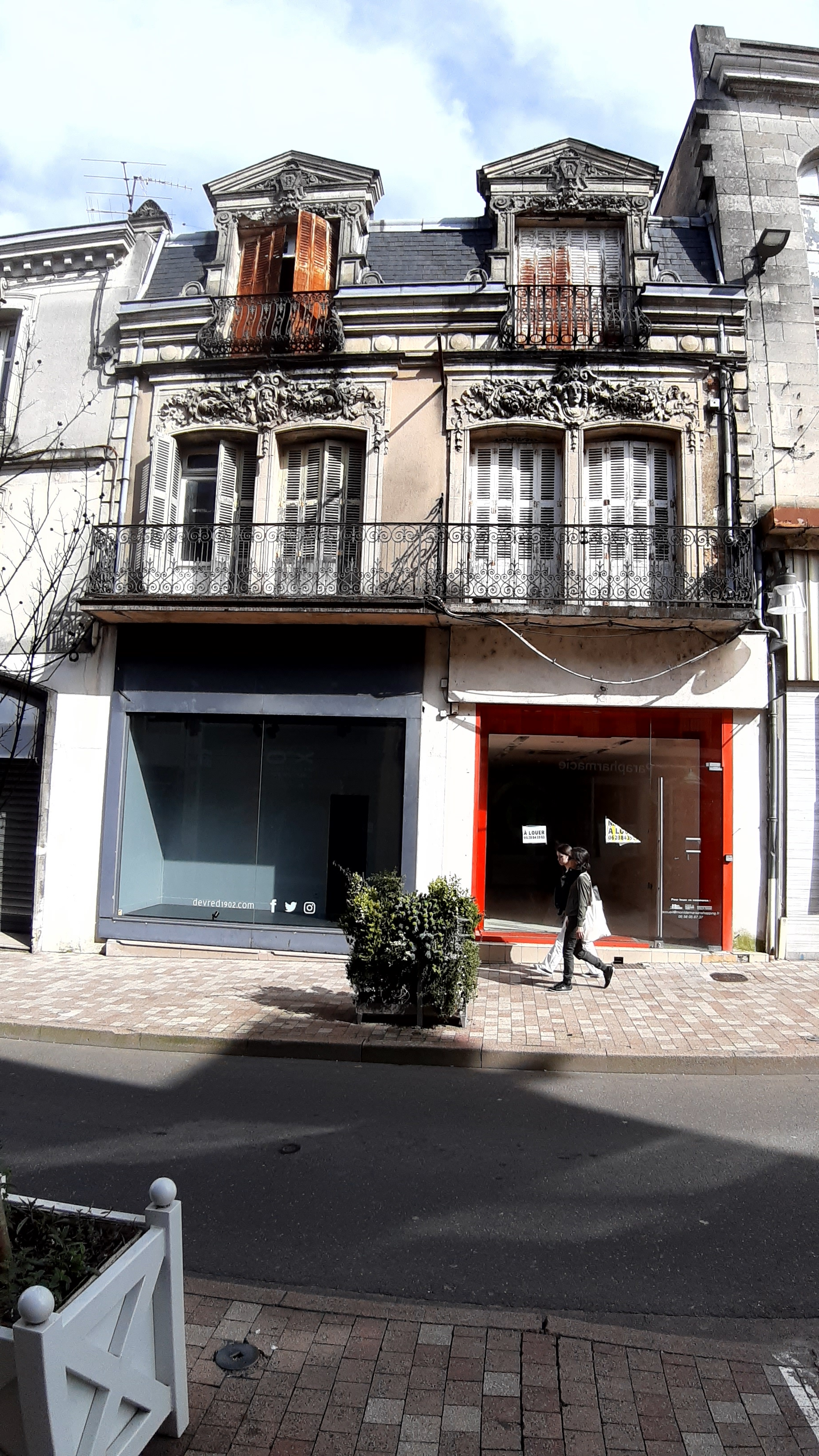
N°25 rue Léon-Gambetta
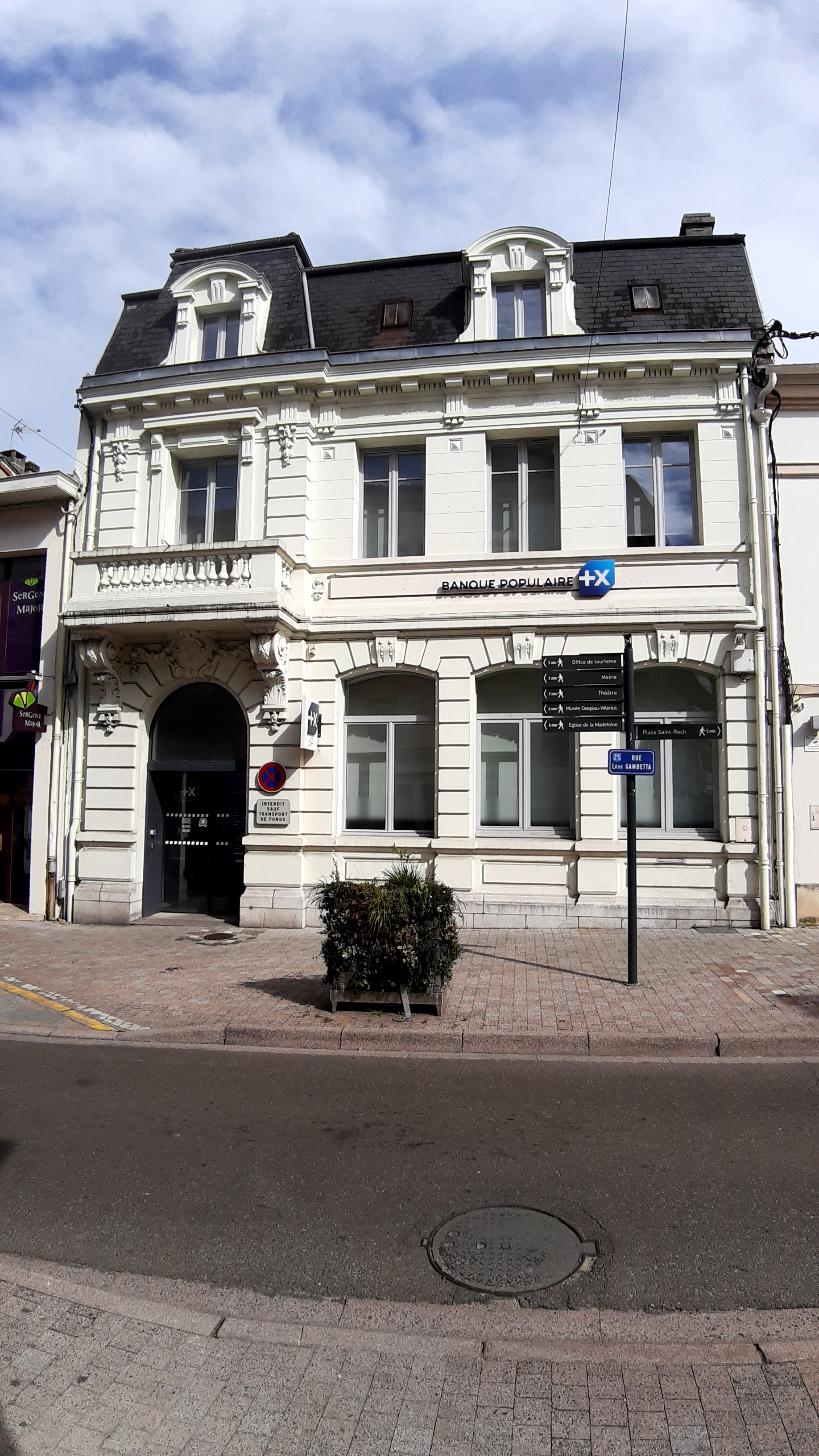
N°49, ancien Comptoir national d'escompte de Paris, actuel siège de la Banque populaire
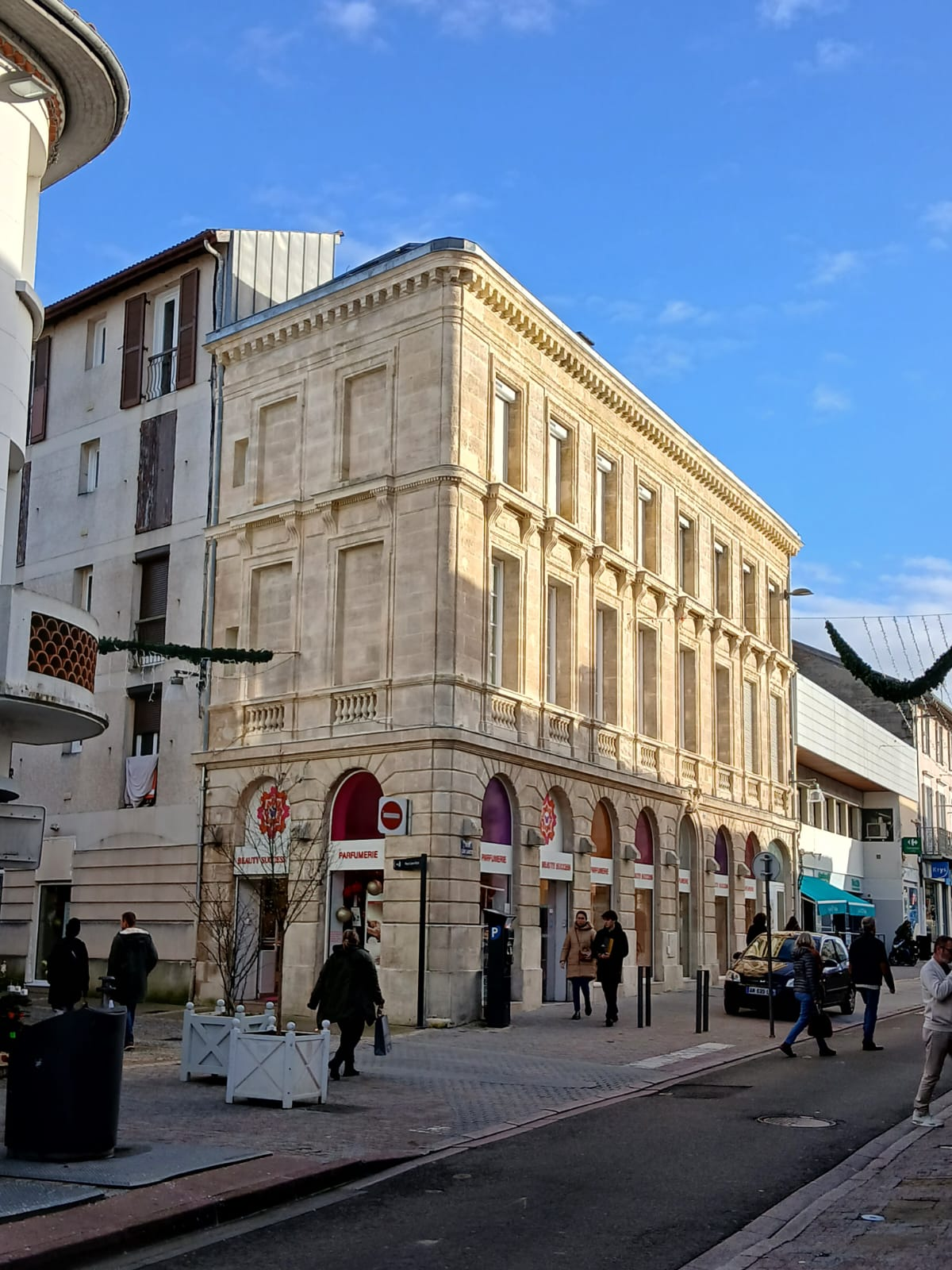
N°73 rue Léon-Gambetta (ancienne librairie J. Pindat)

- no 27 : Nouvelles Galeries, (1910-2008) ;
- no 38 : lieu de naissance et de travail du peintre Louis-Anselme Longa (1809-1869) ;
- no 53 : Modern' Cinéma (1932-1981)

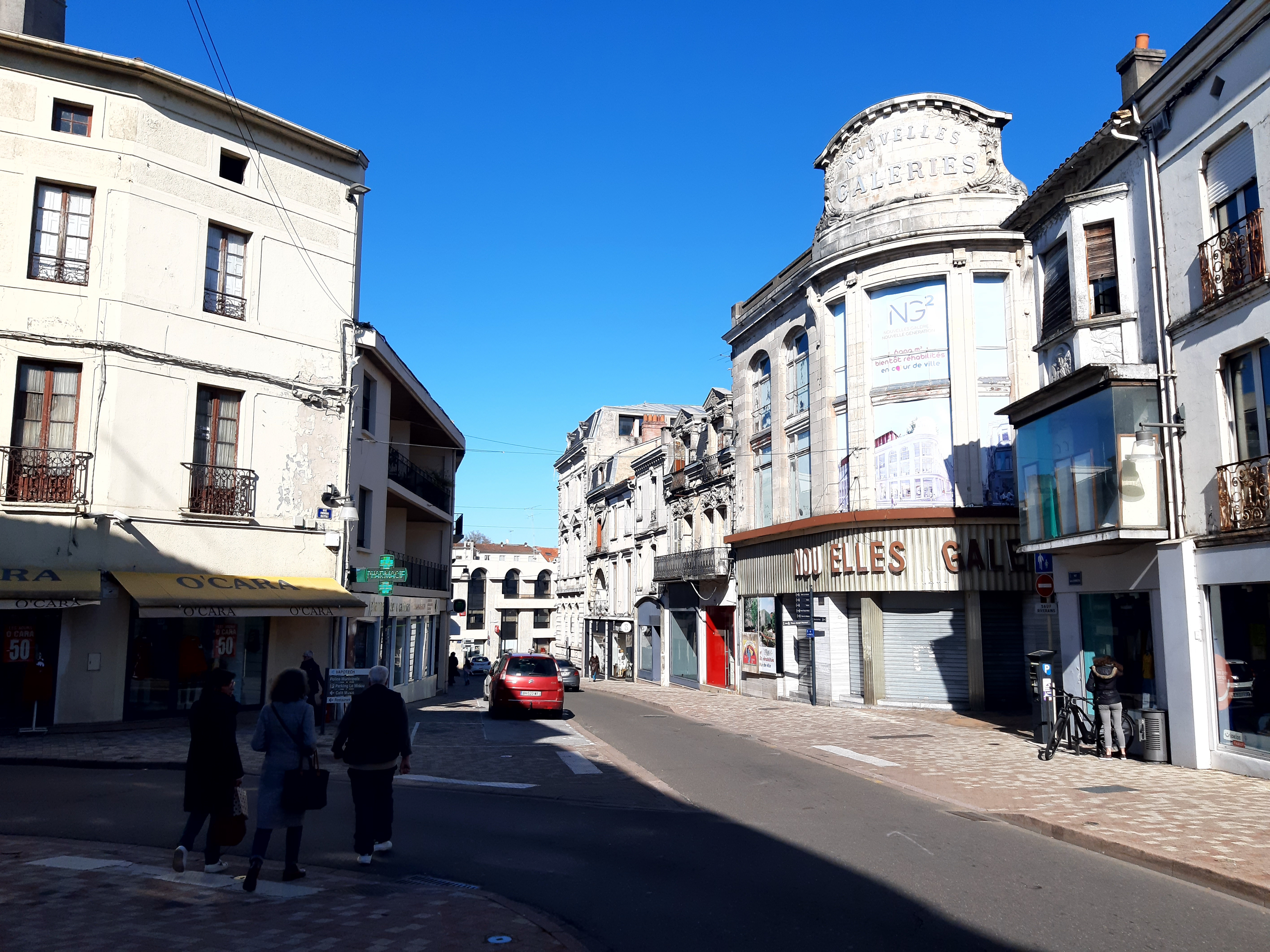
N°27, Nouvelles Galeries au carrefour des Quatre-Cantons.
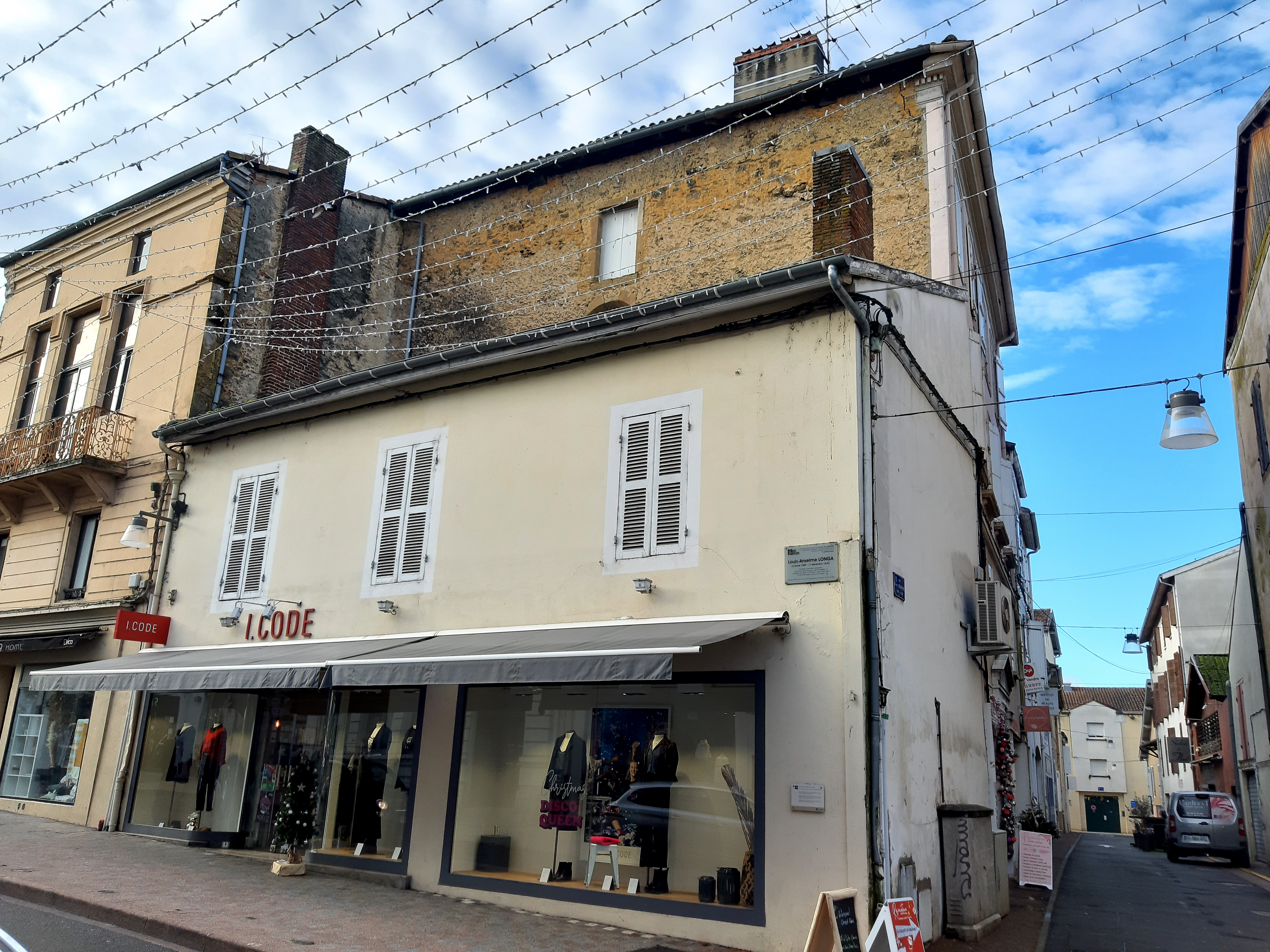
N°38, accolée à la moitié sud du corps principal du couvent des Cordeliers, la maison de naissance et de travail de Louis Anselme Longa.
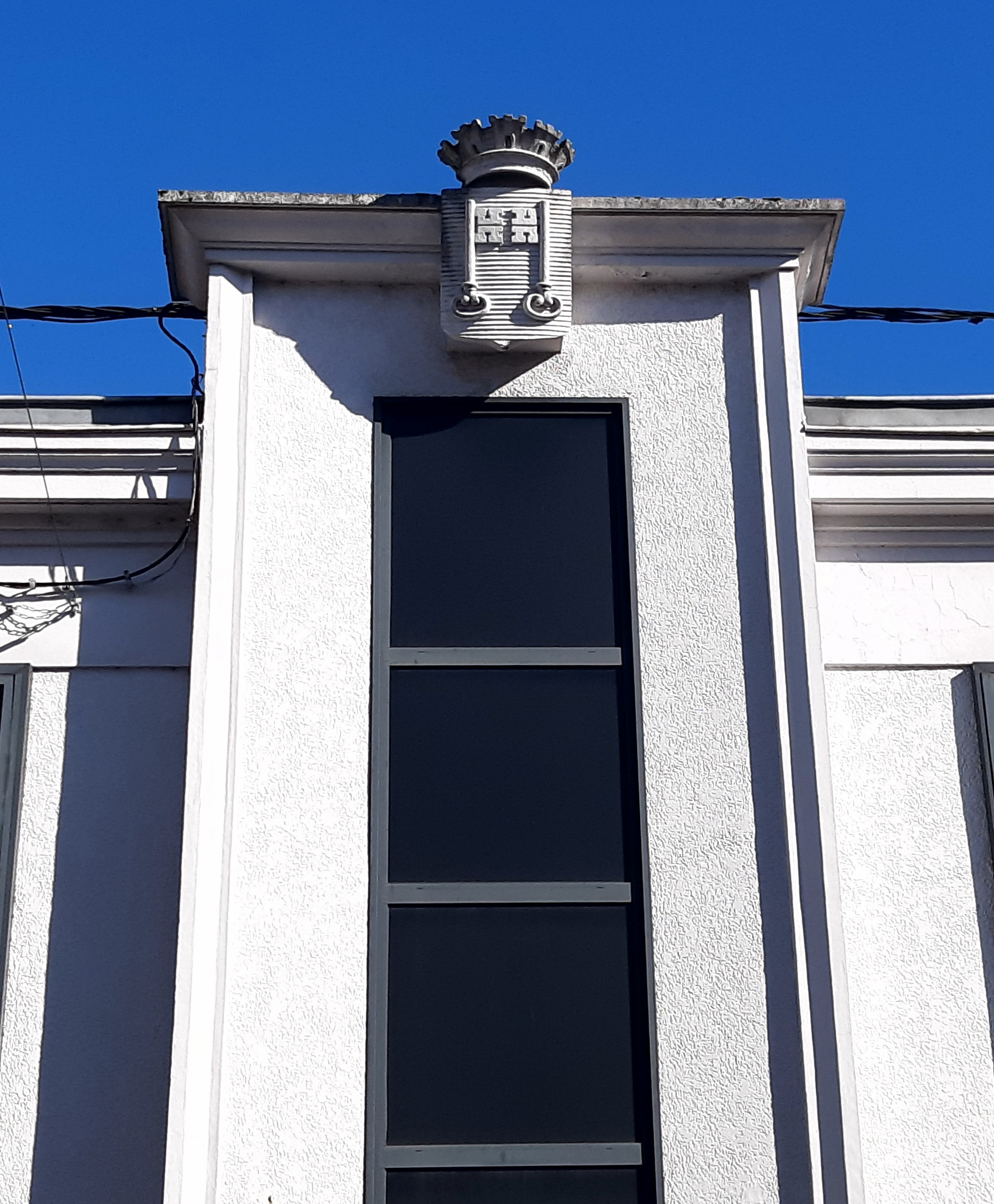
N°53, ancien Modern' Cinéma, orné du blason de Mont-de-Marsan.

## Galerie
Panneau du rue

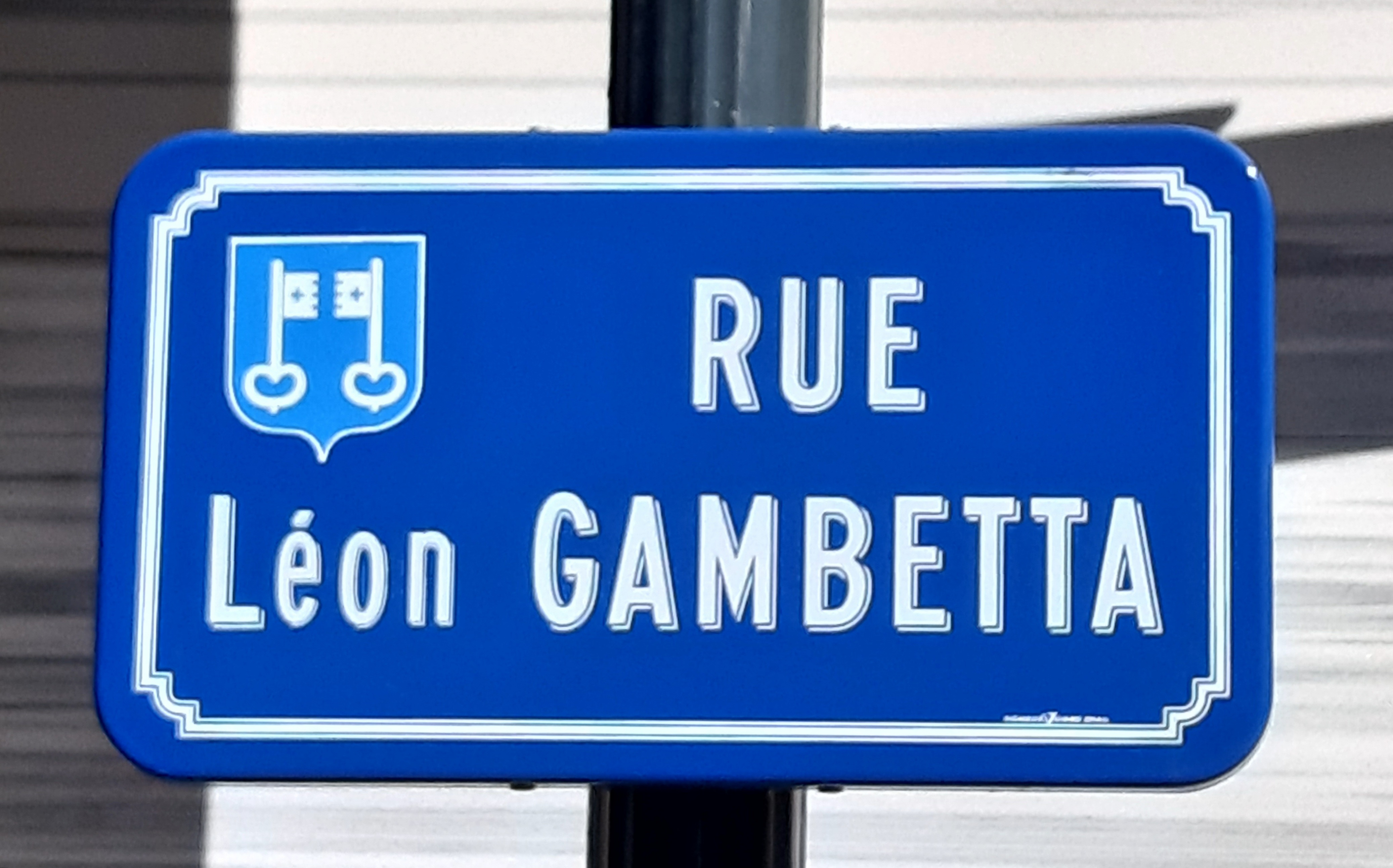
Panneau de rue orné du blason de Mont-de-Marsan.

Vues historiques

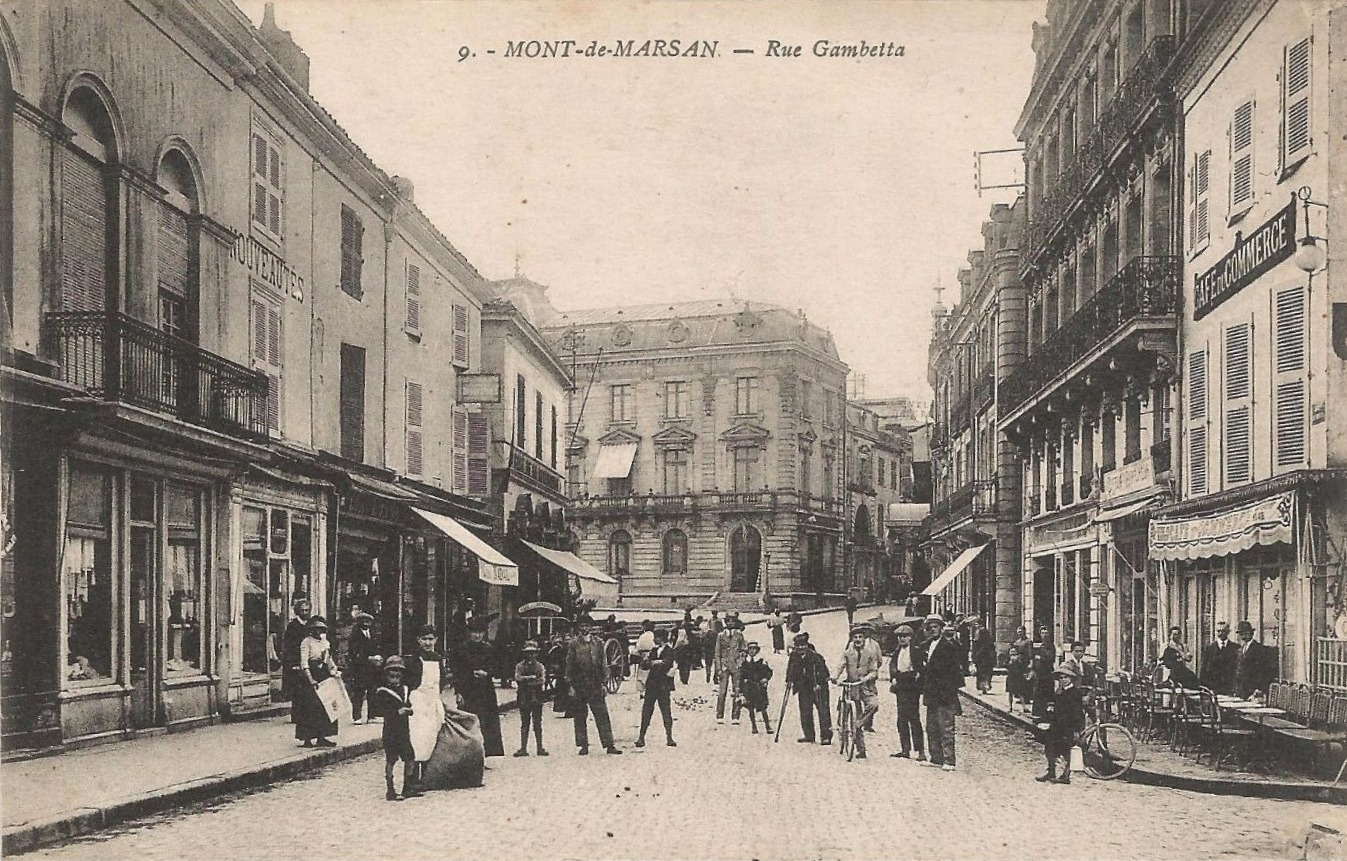
Rue Léon-Gambetta en direction de l'ancien cercle des officiers (actuel hôtel de ville)
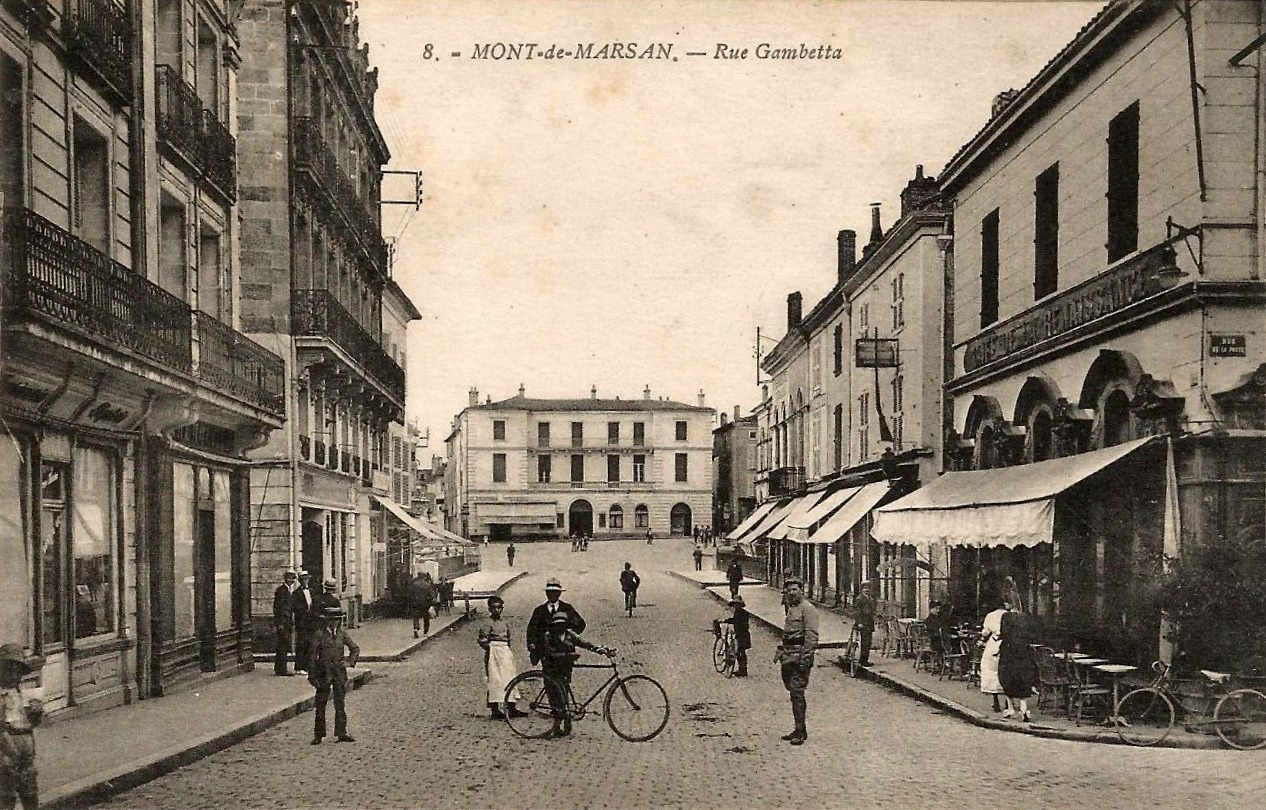
En direction de la maison de la famille de Lyon (actuelle Société Générale)

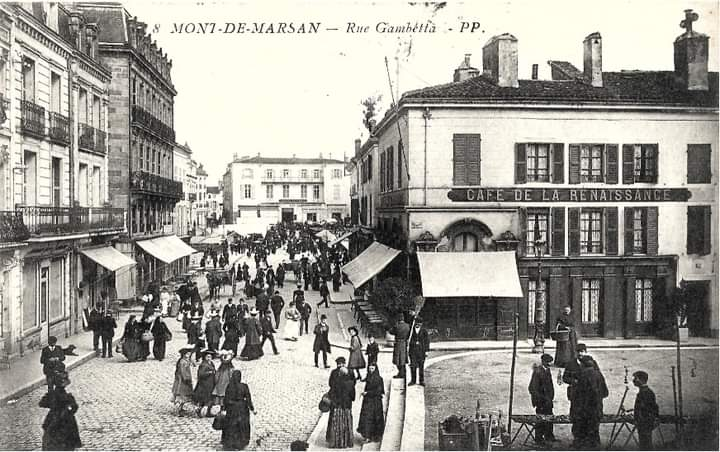
Café de la Renaissance à l'angle de l'avenue Aristide-Briand
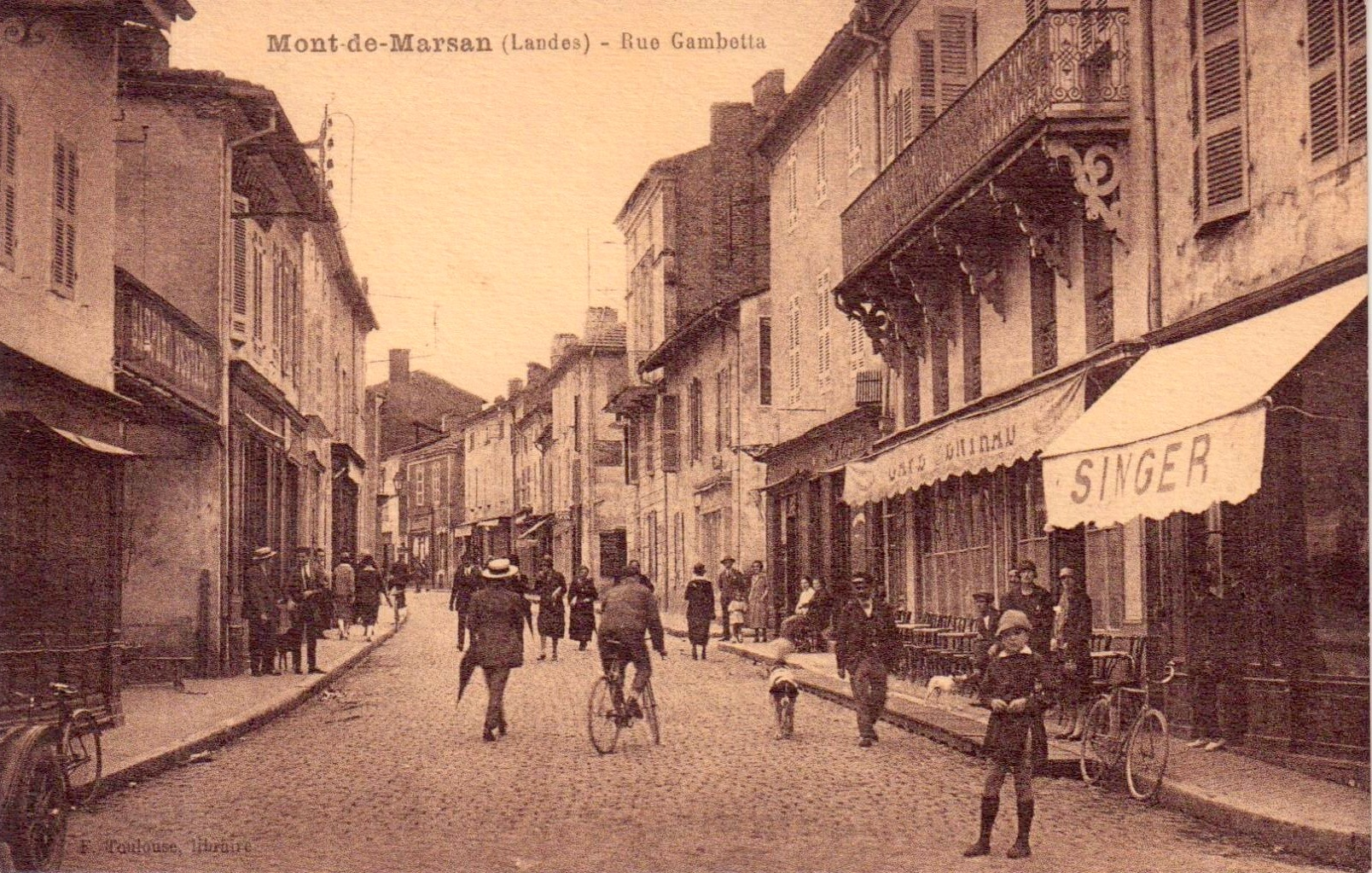
En direction de la place du Sablar (actuelle place Jean-Jaurès)